# فرودگاه ناملا
فرودگاه ناملا (به انگلیسی: Namlea Airport) یک فرودگاه همگانی با کد یاتا NAM است که یک باند فرود خاک دارد. این فرودگاه در کشور اندونزی قرار دارد.

## شرکت‌های هواپیمایی و مقصدهای پروازی
| شرکت‌های هواپیمایی | مقصدهای پروازی |
| ----------------- | -------------- |
| اویاستار          | پتیمورا        |